# ویلیام فریزر بیکر
ویلیام فریزر بیکر، (انگلیسی: William Frazier Baker؛ زادهُ ۹ اکتبر ۱۹۵۳)که با نام بیل بیکر نیز شناخته می‌شود.
وی مهندس آمریکایی که به دلیل مهندسی برج خلیفه، در جهان شناخته شده، در حال حاضر یک شریک مهندسی سازه در دفتر شیکاگو اس‌اوام است.

## حرفه
پس از دریافت مدرک لیسانس مهندسی عمران از دانشگاه میزوری (۱۹۷۵)، بیل بیکر برای مدت کوتاهی در اکسان موبایل کار کرد. و مدرک کارشناسی ارشد خود را در دانشگاه ایلینویز (۱۹۸۰) به پایان رساند. در سال ۱۹۸۱، او به شرکت معماری و مهندسی اسکیدمور، اوینگز و مریل در شیکاگو پیوست. و در سال ۱۹۹۶ در آنجا شریک شد.
بسیاری از پروژه‌های آسمان‌خراش بیل بیکر شامل مرکز شرکتی ای‌تی‌اندتی (شیکاگو، ۱۹۸۹)، هتل و برج بین‌المللی ترامپ (شیکاگو، ۲۰۰۸)، برج کایان (دبی، ۲۰۰۹)، برج مروارید خاور (شانگهای چین، ۲۰۰۹)، او بیشتر به عنوان مهندس برج خلیفه (دبی، ۲۰۰۹)، بلندترین سازه ساخت بشر در جهان شناخته می شود.
بیل بیکر در سال ۲۰۱۱ به عنوان عضو آکادمی ملی مهندسی در توسعهٔ سازه های نوآورانه برای ساختمان های بلند در سراسر جهان انتخاب شد.

## پروژه های مهم
برج خلیفه، امارات متحدهٔ عربی
برج کایان، امارات متحدهٔ عربی
برج مروارید خاور، شانگهای چین